# Britcore
Der Ausdruck Britcore bezeichnet einen Hip-Hop-Stil. Er ist vornehmlich im deutschsprachigen Raum gebräuchlich und kürzt den Ausdruck „britischer Hardcore-Hip-Hop“ ab. Er wurde von Ralf Kotthoff geprägt, der Chefredakteur des MZEE-Fanzines war und mit dieser Publikation entscheidend zur Verbreitung dieses Musikstils in Deutschland beigetragen hat. Auf dem Titel der ersten Ausgabe waren zum Beispiel  die als stilprägend geltenden Gunshot zu sehen. Auch lassen sich die ersten in Deutschland veröffentlichten Interviews mit bekannten Vertretern des Genres wie Hijack, Son of Noise, Killa Instinct und Blade in dieser Publikation finden.
Britcore zeichnet sich durch hohe Geschwindigkeit von über 100 bpm aus. Es werden Percussion-Breakbeats verwendet, also keine housigen Basslines oder Ähnliches, auch sind dem Stil lange Scratch-Soli eigen. Zudem werden häufig Musik und/oder Sprachfragmente eines Films gesampelt. Die in englischer Sprache vorgetragenen Raps verarbeiten nicht selten gesellschaftskritische Themen, die gelegentlich auch auf düstere oder militante Weise kommuniziert werden.
Die Acts Hijack und Silver Bullet gelten als die bekanntesten Britcore-Acts, da sie zeitweilig bei einem Major-Label unter Vertrag waren.
Das Label Music Of Life wirkte um 1990 herum stilprägend. Auf ihm war Hijack erschienen, bevor der US-Rapper Ice-T diese Crew entdeckte. Außerdem erschienen Hardnoise, Killa Instinct und First Frontal Assault darauf. Hauptsächlich fortgeführt wurde dieser Musikstil aber auf kleinen Labels. Ein größeres Label, das sich diesem Musikstil noch verpflichtete, war Kold Sweat.
Weitere britische Britcore-Crews, die sich um 1990 herum gründeten und Anfang der 1990er Jahre für Aufsehen sorgten, sind The Criminal Minds und Deliverance. Erste steht für exzessives Sampeln von Musik und Sprachfragmenten aus Filmen, die zweite für ihren düsteren Stil.
Britcore war Anfang der 1990er Jahre in Deutschland, insbesondere im Norden, noch populärer als in Großbritannien. Auch fanden in der Schweiz in jenen Jahren zahlreiche Britcore-Konzerte statt. In Deutschland gründeten sich zu jener Zeit Readykill, Mental Disorda und No Remorze. Sie alle fallen durch ihre gesellschaftskritischen Texte auf.